# Horná Lehota (powiat Brezno)
Horná Lehota – wieś (obec) na Słowacji położona w kraju bańskobystrzyckim, w powiecie Brezno.

## Położenie
Wieś położona jest w tzw. Obniżeniu Górnego Hronu, po prawej (orograficznie) stronie doliny rzeki Hron, u południowych podnóży Niżnych Tatr.

## Demografia
Według danych z dnia 31 grudnia 2012 roku, wieś zamieszkiwało 596 osób, w tym 299 kobiet i 297 mężczyzn.
W 2001 roku pod względem narodowości i przynależności etnicznej 94,35% mieszkańców stanowili Słowacy, a 4,97% Romowie.
Ze względu na wyznawaną religię struktura mieszkańców kształtowała się w 2001 roku następująco:
- Katolicy rzymscy – 61,13%
- Ewangelicy – 20,72%
- Ateiści – 13,87%
- Nie podano – 2,74%

## Historia
Teren zamieszkiwany był przez ludzi już w czasach prehistorycznych. Na wzgórzu Hrádok (834 m n.p.m.), na północny wschód od centrum wsi, znaleziono pozostałości grodziska kultury puchowskiej. Wieś po raz pierwszy wzmiankowana była w 1406 roku jako należąca do feudalnego „państwa” z siedzibą na zamku w Lupczy. Do połowy XVI wieku na jej terenie wydobywano złoto.

## Zabytki
- Kościół rzymskokatolicki, barokowy, z końca XVII w., w ołtarzu obraz Chrystusa pędzla J. B. Klemensa z 1873 roku,
- Kościół ewangelicki, murowany, klasycystyczny z 1845 roku,
- Dzwonnica z 1789 roku,
- Izba pamiątkowa Sama Chalupki w budynku dawnej szkoły.

## Osoby związane z miejscowością
- Samo Chalupka (1812–1883) – słowacki duchowny ewangelicki i poeta, uczestnik powstania listopadowego (tu urodził się w budynku ewangelickiego probostwa, tu zmarł, pochowany na miejscowym cmentarzu).